# Nicocles canadensis
Nicocles canadensis är en tvåvingeart som beskrevs av Charles Howard Curran 1923. Nicocles canadensis ingår i släktet Nicocles och familjen rovflugor. Inga underarter finns listade i Catalogue of Life.